# Dorfkirche Paplitz (Genthin)

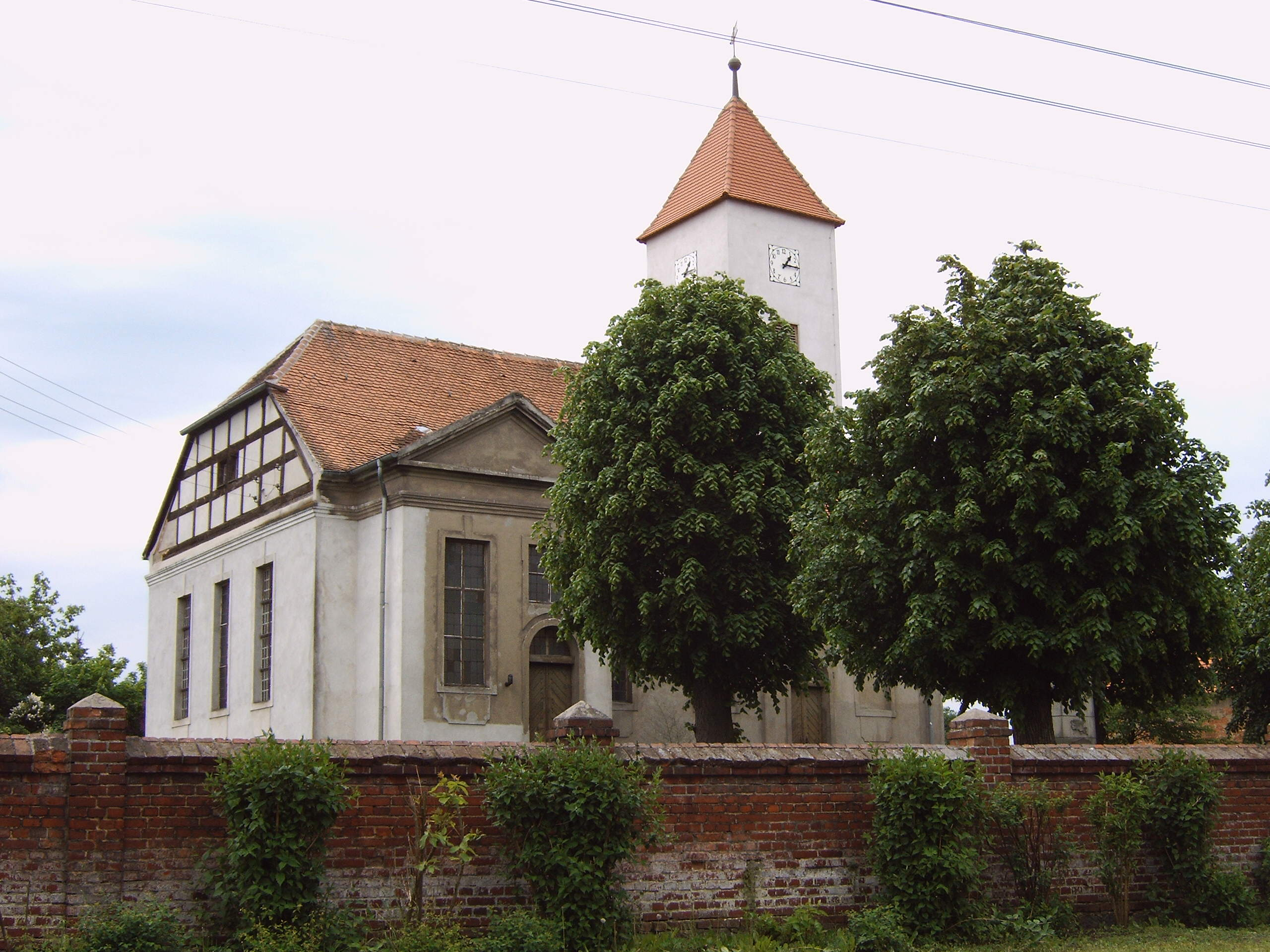
Dorfkirche Paplitz

Die Dorfkirche Paplitz ist die evangelische Kirche des Dorfes Paplitz, welches ein Ortsteil der Stadt Genthin im Landkreis Jerichower Land in Sachsen-Anhalt ist.
Das spätbarocke Kirchengebäude wurde 1791 von Wilhelm Blankenhorn aus Ziesar errichtet. Die schlichte, verputzte Kirche wurde aus Feldsteinen errichtet.
Die Nordfassade wird durch einen risalitartigen Eingangsbereich unterbrochen, der flachgiebelig abgeschlossen wird. Alle Fassadenwände werden durch hohe, rechteckige Fenster unterteilt. Der Kirchturm und der östliche Giebel mit Krüppelwalm wurden in Fachwerkbauweise errichtet. Während der östliche Giebel noch erhalten ist, musste der Turm 1969 wegen Baufälligkeit abgerissen werden. In der Zeit der jüngsten Jahrhundertwende erfolgte ein Neubau des Turms. Erneut wurde der Bau als Facherwerk ausgeführt, aber verputzt. Der auf quadratischem Grundriss errichtete Turm besteht aus Glocken- und Uhrengeschoss und trägt ein Pyramidendach.
Das Kircheninnere ist mit einer Flachdecke auf einer Hohlkehle überspannt. Die Kirche verfügt über eine bis zur östlichen Wand umlaufende Empore. Ein rechteckiger aus Stein gearbeiteter mit Figurenreliefs (Christus, Mose und David darstellend) und Muschelnischen versehener Kanzelkorb, stammt bereits aus der Zeit um 1700 und befindet sich über dem Altar.
An der südlichen Wand befinden sich drei Epitaphe aus den Jahren 1709, 1712 und 1719 der Familie von Schierstedt. 
Auf der nördlichen Seite der Kirche befindet sich ein nach dem Ersten Weltkrieg zum Gedenken an die im Krieg gefallenen Bürger von Paplitz errichtetes Kriegerdenkmal.

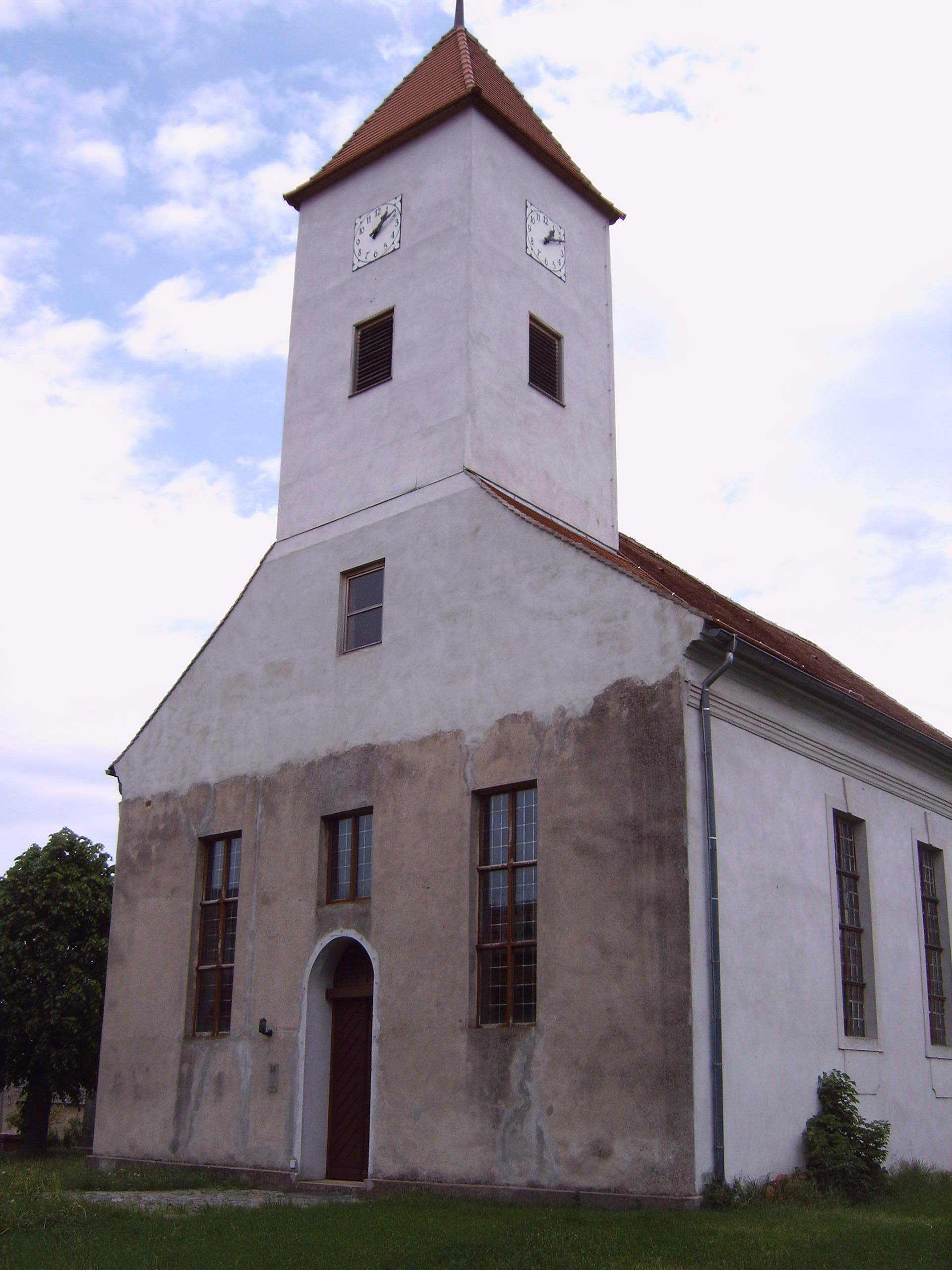
Westfront
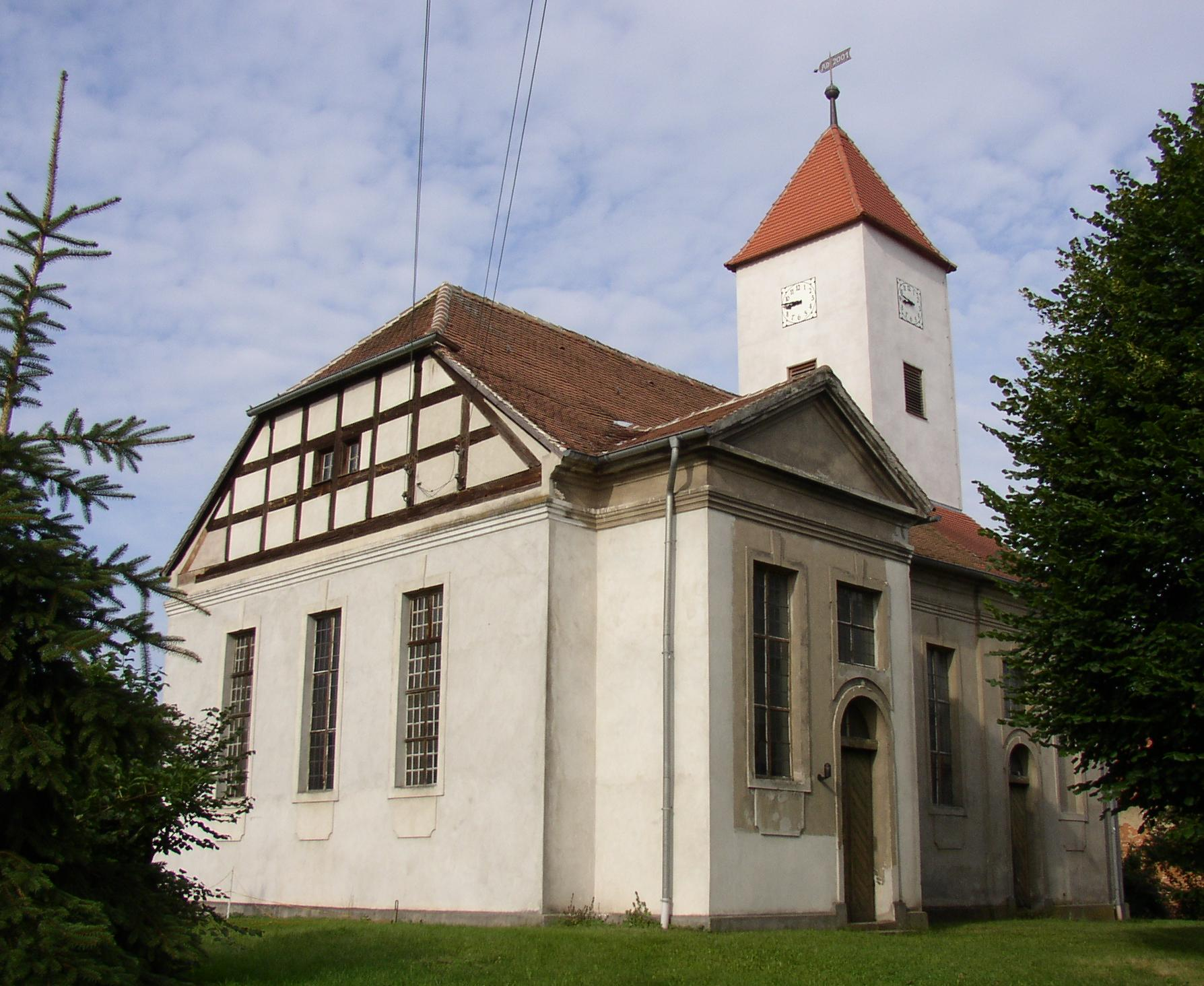
Nordwestansicht
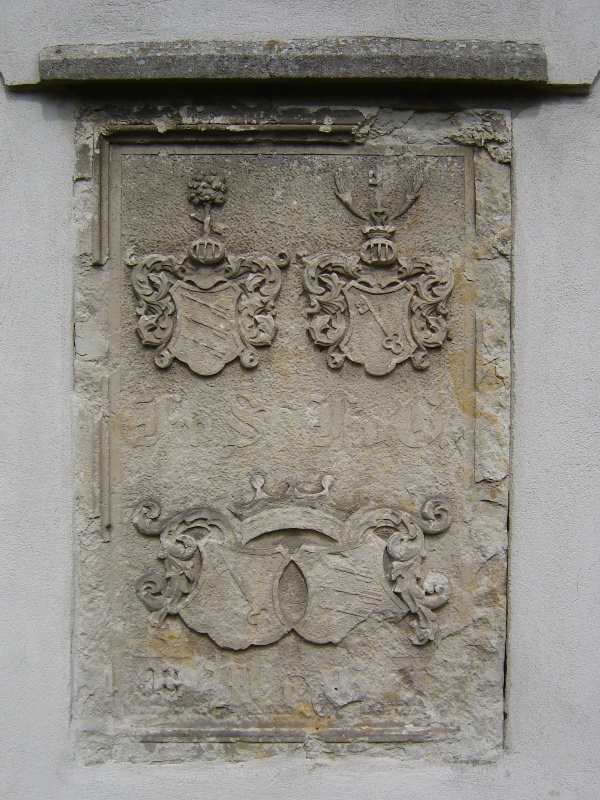
Epitaph
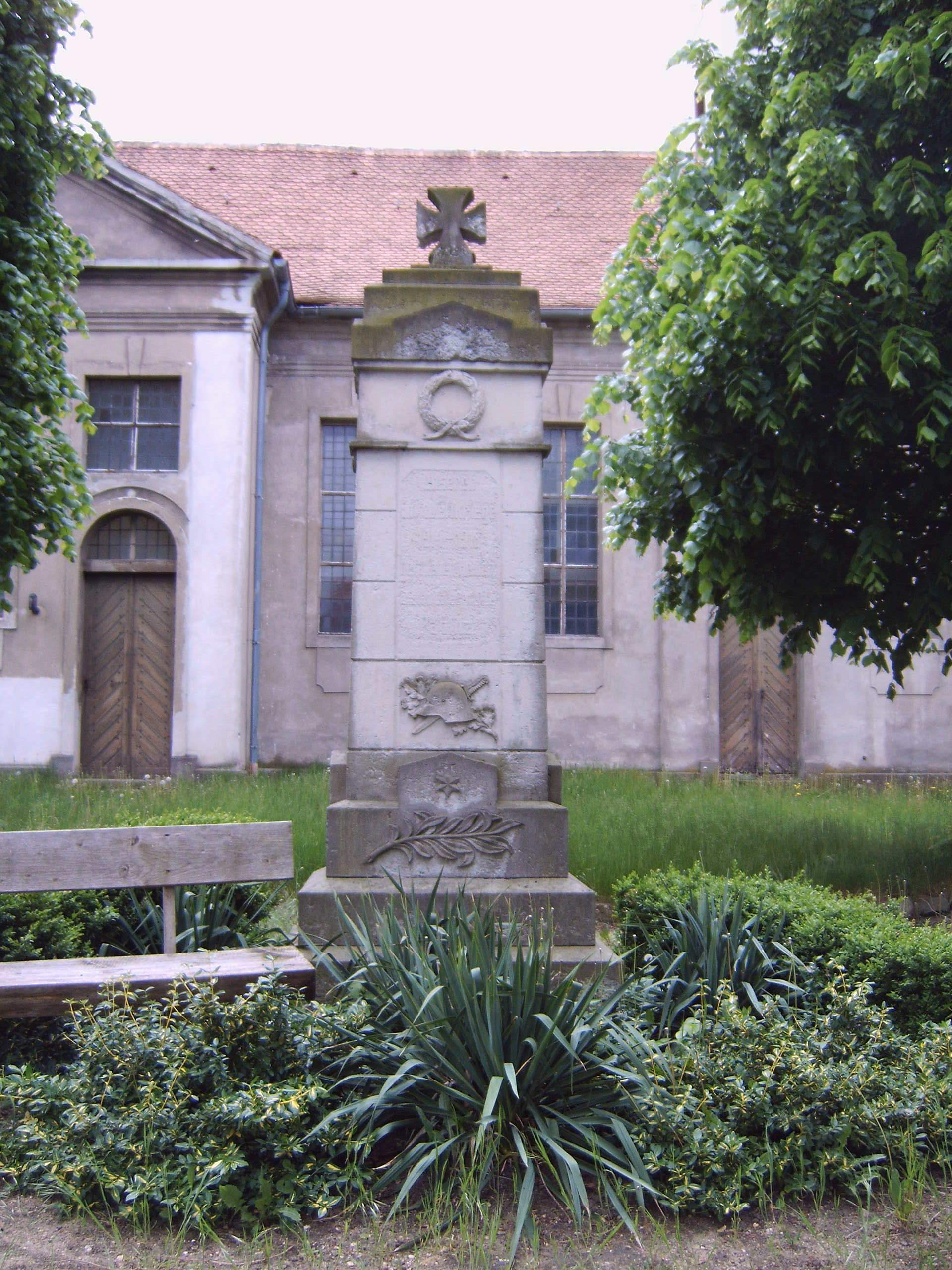
Kriegerdenkmal